# Francesca Valla
Francesca Valla (Udine, 12 agosto 1971) è una scrittrice e personaggio televisivo italiana.

## Biografia
Diplomata all'Istituto Magistrale e laureata in scienze motorie, ha conseguito il ruolo di counselor professionista. È divenuta nota al grande pubblico dopo aver lavorato per diversi anni in qualità di insegnante di sostegno nella scuola primaria, partecipando a quattro edizioni del docu-reality prodotto da Magnolia per Fox Life SOS Tata, andato in onda anche su LA7 in prima serata, dal 2006 fino al 2009. In seguito alla popolarità televisiva ha anche pubblicato, insieme a Renata Scola, altra tata protagonista del format, il libro SOS Tata, pubblicato dalla casa editrice Feltrinelli.
Nel 2010, la casa editrice Kowalski ha pubblicato un secondo libro, stavolta scritto esclusivamente da lei, intitolato Cara Francesca..., sempre dedicato all'educazione dei bambini, mentre nel 2011 è stata la volta di Facciamo la pappa. A tavola coi bambini, pubblicato dalla Arnoldo Mondadori Editore e dedicato al rapporto dei bambini con il cibo. Per Mondolibri, le è stata affidata una rubrica per la rivista Junior Club.
Ha pubblicato il libro di filastrocche "Una rima tira l’altra”, edizioni Gribaudo, una raccolta di filastrocche che scandiscono i momenti di vita dei bambini, Rime educative e divertenti che Francesca ha scritto e inciso in un cd allegato al libro.
Nel 2014 ha pubblicato il libro intitolato "È facile fare la mamma se sai come si fa" pubblicato dalla Mondadori Electa.
Nel 2019 è stato pubblicato il suo ultimo libro "Libera i talenti del tuo bambino" pubblicato dalla Sperling & Kupfer, dove l'autrice accompagna a scoprire come il talento possa esprimersi in mille direzioni, se noi adulti riusciamo a orientare i bambini nel modo opportuno.
Ideatrice e coordinatrice di diversi progetti nell'ambito educativo, come "Crescere insieme" e "ICAM free to grow up", dall'aprile 2011 è protagonista nel programma di prima serata di Lei Family School, in onda alla domenica, mentre dal settembre 2011 fa parte del cast della trasmissione del sabato pomeriggio di Canale 5 Verissimo, condotta da Silvia Toffanin, curando una rubrica dedicata al mondo dei bambini. Dal settembre 2013 al maggio 2015 affianca Antonella Clerici in Casa Clerici, una rubrica settimanale del programma televisivo di Rai 1 La prova del cuoco.

## Televisione
- SOS Tata (Fox Life, La7, 2006-2009)
- Mattina in famiglia (Rai 1, 2009-2011) esperta della rubrica "S.O.S genitori"
- Family School (Lei, 2011)
- Verissimo (Canale 5, 2011-2012) esperta della rubrica settimanale "I consigli della Tata"
- La prova del cuoco (Rai 1, 2013-2015)

## Opere
- SOS Tata (con Renata Scola), Kowalski, 2008, ISBN 978-88-7496-751-3
- Cara Francesca..., Kowalski, 2009, ISBN 978-88-7496-775-9
- Facciamo la pappa. A tavola coi bambini, Arnoldo Mondadori Editore, 2011, ISBN 978-88-04-60405-1
- Una rima tira l'altra. Le filastrocche raccontate dalla tata più amata dai bambini, Edizioni Gribaudo, 2013
- È facile fare la mamma …se sai come si fa, Mondadori Electa, 2014
- Libera i talenti del tuo bambino, Sperling & Kupfer, 2019

## Radio
- Stile Libero (R101, 2012-2014), rubrica settimanale "I consigli della Tata"